# Scholtzia spathulata
Scholtzia spathulata är en myrtenväxtart som först beskrevs av Porphir Kiril Nicolai Stepanowitsch Turczaninow, och fick sitt nu gällande namn av George Bentham. Scholtzia spathulata ingår i släktet Scholtzia och familjen myrtenväxter. Inga underarter finns listade i Catalogue of Life.